# Tereza Kesovija
Tereza Anička Kesovija (ur. 3 października 1938 w Dubrowniku) – chorwacka piosenkarka.

## Życiorys
Jako studentka dubrownickiego konserwatorium wygrała konkurs dla flecistów. Od 1960 roku pracowała w Filharmonii i orkiestrze Opery w Zagrzebiu. Rok później wygrała konkurs piosenkarski w Opatii. W 1965 roku wyjechała do Stanów Zjednoczonych, a wcześniej koncertowała w paryskiej „Olimpii” i została we Francji dłużej. Jej pierwszym międzynarodowym przebojem była „Lara's Song” („Pieśń Lary”) z filmu Doktor Żywago. Kesovija wystąpiła po raz pierwszy w Konkursie Piosenki Eurowizji w Luksemburgu, reprezentując Monako. Wylansowała m.in. piosenkę „Avantura”, śpiewając ją w duecie z mężem Miro Ungarem. Nagrywała płyty i koncertowała we Francji, Niemczech i innych krajach świata. Jej piosenkę „Zar ima nešto bolje na tom svijetu” włączyła do swojego repertuaru polska piosenkarka Halina Kunicka jako „Czy jest coś piękniejszego na tej ziemi.”
W 1962 roku ukończyła Studium Aktorsko-Wokalne w Belgradzie. W Polsce są znane jej piosenki z płyty wydanej przez wytwórnię Amiga z Niemieckiej Republiki Demokratycznej w 1974 roku. Wykonuje na niej wspólnie z Miro Ungarem utwory takie jak m.in. U Dubrovniku, Hochzeitspaar.
W 1970 roku wystąpiła na Międzynarodowym Konkursie Piosenki w Sopocie.
Reprezentowała Jugosławię w Konkursie Piosenki Eurowizji w 1972 roku, zajmując 9. miejsce.

## Dyskografia
- La Chanson de Lara (EMI, 1967)
- C´est ma chanson (EMI, 1969)
- Tereza (Jugoton, 1971)
- Tereza & Julio Iglesias Live in Bulgaria (Balkanton, 1973)
- Tereza (PGP RTB, 1974)
- Tereza & Miro Ungar (Amiga, 1974)
- Nježne strune mandoline (Jugoton, 1975)
- Stare ljubavi(Jugoton, 1976)
- Tereza (Jugoton, 1978)
- Što je ostalo od ljubavi (Jugoton, 1978)
- Poljubi me (Jugoton, 1979)
- Moja splitska ljeta 1 (Jugoton, 1980)
- Sanjam(PGP RTB, 1981)
- Tereza (Jugoton, 1981)
- Sinoć, kad sklopih oči (ZKP RTLJ, 1982)
- Ja sam pjesma (PGP RTB, 1982)
- Prijatelji stari gdje ste (Jugoton, 1982)
- Na kušinu (PGP RTB, 1983)
- Spomenar (PGP RTB, 1983)
- Ponovni susret (PGP RTB, 1984)
- Koncert v Cankarjevem domu (RTVLj, 1984)
- Pronađi put (Jugoton, 1985)
- Bokelji i Tereza (PGP RTB, 1985)
- Molim te, ostani (Jugoton, 1986)
- Moja posljednja i prva ljubavi (Jugoton, 1987)
- Moja splitska ljeta 2 (Jugoton, 1988)
- Live `a l'Olympia (Jugoton, 1988)
- Nezaboravne melodije (Orfej RTZ, 1989)
- Ljubav je moj grijeh (Croatia Records, 1990)
- To sam ja (Tutico/Croatia Records, 1995)
- Gold Mix Tereza (Melody, 1995)
- Kad jednog dana prisjetim se svega (Croatia Records, 1997)
- Gdje ima srca tu sam i ja (Croatia Records, 1999)
- Samo malo intime (Croatia Records, 1999)
- Spomenar (kompilacija) (Taped Pictures, 2000)
- Ja sam pjesma (kompilacija)(Taped Pictures, 2001)
- Kronologija (Perfect Music/Croatia Records, 2002)
- S druge strane sna (live with Michel Legrand) (Croatia Records, 2003)
- Mojih 45 skalina (Croatia Records, 2005)
- Platinum collection (Croatia Records, 2007)
- Zaustavi vrijeme (Dallas Records, 2007)